# August Friedrich von Kötteritz
August Friedrich von Kötteritz (* 24. August 1614; † 26. Oktober 1668 auf Schloss Frohburg) war ein Kurfürstlich Brandenburgischer Kammerjunker, Obristwachtmeister der Infanterie sowie Herr auf Schloss Frohburg.

## Herkunft
Seine Eltern waren Sebastian Friedrich von Kötteritz († 24. Februar 1628) und dessen zweite Ehefrau Dorothe Sophie von Einsiedel aus dem Haus Scharfenstein. Sein Bruder Sebastian Friedrich (1623–1666) wurde oldenburgischer Landdrost.

## Leben
1630 immatrikulierte sich August Friedrich auf der Universität Leipzig, studierte dort zunächst drei Jahre, bis der Dreißigjährige Krieg seine Heimat Sachsen so weit verwüstet hatte, dass er von seiner Familie keine Unterstützung mehr bekam. So ging er in sächsische Dienste und wurde Ende 1633 Fähnrich. Sein erster Feldzug führte in nach Schlesien. Danach nahm ihn sein Vetter der brandenburgische Obrist Johann Friedrich von Kötteritz als Leutnant in sein Regiment. Schon bald war er Capitän-Leutnant in der Leibgarde des Regiments. Von hier holte ihn der Kurfürst als Kammerjunker in seine Dienste. Da sich von Kötteritz darin bewährte, wurde er bald für verschiedene Missionen an kurfürstliche und fürstliche Höfe verwendet. Dazu erhielt er eine eigene Kompanie, mit der er als Hauptmann in die strategisch wichtige Festung Oderberg verlegt wurde. Ab dem 14. Juli 1639 wurde die Festung von den Schweden unter General Dromark belagert, aber von Kötteritz erfolgreich verteidigt, wofür er 1642 zum Major befördert wurde.
1642 quittierte August Friedrich von Kötteritz den Militärdienst, heiratete und zog sich auf des väterliche Gut Sitten zurück, um es wieder aufzubauen. Bereits am 14. Juni 1646 kauft er Taschendorf, da er erfolgreich gewirtschaftet hatte. Am 11. September 1647 kauft er Nieder-Burkau von Elias von Ponnikau, am 18. April 1648 auch Ober-Burkau von Tobias von Ponnikau (belehnt am 10. Juni 1849). Ferner kaufte er Schönbrunn am 16. Februar 1649 von Hans Hartmann von Staupitz (belehnt am 17. September 1649).
August Friedrich erwarb 1649 nach einem langen Verfahren auch das Schloss Frohburg. Er begann das zerstörte Gebäude, die Kirche und die Stadt wieder aufzubauen. 1650 ließ er die Güter in Kunkellehen wandeln. 1659 verkaufte er aber Ober- und Nieder-Burkau an Nikol von Gersdorf. Schönbrunn und Taschendorf gingen im gleichen Jahr an Johann Georg von Ponickau.
Von Kötteritz starb 1668 in Frohburg und wurde in der dortigen Kirche begraben.
Er galt als fleißiger Leser der Bibel, die er nach eigenem Bekunden 37-mal gelesen hatte.

## Familie
August Friedrich von Kötteritz heiratete am 27. September 1642 in Dresden Anna Elisabeth von Loeben († Oktober 1680), die einzige Tochter des Caspar von Loeben auf Milkel (Mülckel) und der Anna von Pannewitz. Das Paar hatte folgende Kinder, weitere vier sind jung verstorben:
- Caspar Sebastian († nach Oktober 1680)
- Sophia Dorotheen ⚭ N.N. Draschwitz auf Neu-Kirchen[4]
- Magdalena Sophien ⚭ N.N. Altmannshofen auf Zschirlen
- Hedewig Sophien ⚭ N.N. von Loeben auf Trebra
- Anna Sophien ⚭ Christoph Rupert von Vittinghoff (* 27. April 1653) auf Sitten, kauft später Frohburg[5]
- August Friedrich, Herr auf Thierbach, Erbe von Frohburg

⚭ Johanna Elisabeth Heubler auf Troschka
⚭ Lucretia von Schönberg auf Limbach